# Noviales
Noviales es una localidad española del municipio de Montejo de Tiermes, perteneciente a la provincia de Soria, en la comunidad autónoma de Castilla y León. Está ubicada en el partido judicial de  Burgo de Osma, a una altitud de 1114,2 m sobre el nivel del mar. 

## Geografía
Es un pueblo ubicado en la sierra de Pela, junto al río Pedro. En verano alcanza los 200 habitantes. Noviales nace cuando un grupo de familias se instala en un pequeño alto cerca del  río Pedro. Este río es fundamental para el desarrollo del pueblo durante toda su historia. Gracias a él estas familias pueden cultivar sus huertos y así obtener los alimentos básicos (tanto para los hombres como los animales), nos estamos refiriendo a verduras, frutas, legumbres, tubérculos, y pastos como la alfalfa. Gracias a una compleja red de canales (regueras) estas familias aún hoy continúan aportando el agua necesaria para el cultivo y conservación de uno de sus más apreciados bienes: La Ribera. En ella se siembran los famosos judíones de Noviales, legumbre famosa en toda la comarca, de la que se surten los principales restaurantes de la zona. Su terreno tiene una inclinación de 20,89%.[cita requerida] Desde el punto de vista de la Iglesia católica, forma parte de la diócesis de Osma, la cual, a su vez, pertenece a la archidiócesis de Burgos. Perteneció históricamente a la Tierra de Ayllón, hasta 1833 y a la diócesis de Sigüenza, hasta 1957. 

## Historia
Las tierras conquistadas durante la segunda mitad del siglo XI, bajo el reinado de Alfonso VI, por el Reino de Castilla a Al-Ándalus, ocupando, más o menos, la franja entre los ríos Duero y Tajo, lo que se denomina Extremadura castellana e incluye lo que hoy es la provincia de Soria, se van repoblando, ya que la región había quedado ampliamente deshabitada por las continuas guerras que se libraron durante años. Las condiciones precarias de la nueva zona conquistada provocaron la necesidad de un nuevo tipo de organización política capaz de aprovechar los escasos recursos de la zona y repartirlos en provecho de la población. Nacen así los comunes de villa y tierra, que será la forma de organización social y política predominante en la Extremadura castellana hasta el proceso de señorialización de la Corona de Castilla en los siglos XV y XVI, entre los reinados de Juan II e Isabel I.

### Edad Media
El común de villa y tierra de Ayllón, con una extensión de 823,79 km², fue una de las comunidades en que se organizó el territorio de la extremadura castellana, al sur del Duero, al repoblarse. El común estaba dividido en sesmos o grupos de seis pueblos. Noviales perteneció (documentado al menos en 1448) al Sexmo de Valdeliceras, junto con Montejo de Tiermes, Liceras, Torresuso y Cuevas de Ayllón. La Comunidad se gobernaba bajo un alcalde mayor, que residía en Ayllón y de dos alcaldes ordinarios y todos dependían del Marqués de Villena, señor de Ayllón y de su tierra.

### Edad Moderna
El Censo de Pecheros (1528) supone una revisión que el emperador Carlos I ordenó realizar de los padrones de pecheros, es decir, de los vecinos obligados a atender los Servicios de Su Majestad, que eran impuestos aprobados por las Cortes de los que estaban exentos la Nobleza y la Iglesia. La recopilación duró casi ocho años, pero los datos se refieren a los pagos realizados en los años 1527 y 1528. En tal censo se indica un población de 42 pecheros en Noviales.
El censo de población de las provincias y partidos de la Corona de Castilla o Censo de los Millones, se realizó en 1591 con el fin de recaudar ocho millones de ducados a través de un impuesto extraordinario. En el censo, coordinado por Tomás González Hernández, aparece el Sesmo de Liceras, integrado por Torresuso, Montejo, 'Nobiales', 'Cuebas' y Liceras, junto al resto de sesmos del común de la Tierra de Ayllón, sin la Villa, integrados por 1036 pecheros (203 en la Villa de Ayllón). Se indican 19 vecinos en la población, de ellos, 18 pecheros y un clérigo.
El Censo de la Sal inició su andadura el 3 de enero de 1631, fecha en la que Felipe IV emitió una Real Cédula con objeto de realizar las averiguaciones necesarias para la implantación de un nuevo sistema impositivo sobre el estanco de la sal. Los datos recogidos muestran que la población de Noviales estaba integrada por 8 vecinos, así como 156 cabezas de ganado. La población constaba adscrita al Partido de Ayllón, uno de los que conformaban el Partido de las Salinas de Atienza.
El Catastro del Marqués de la Ensenada, bajo el reinado de Fernando VI, se produjo a fecha 9 de enero de 1752, siendo los regidores Francisco González (47 años) y Miguel de Buscavida (36), el 'fiel de fechos' Eugenio Bahón (31), los vecinos interrogados Rafael Muñoz (62) y Lucas Nieto (45), así como el cura párroco D. Onofre Herranz. En él se informa que el lugar de Noviales es un señorío perteneciente al excelentísimo señor Marqués de Villena, a quien satisface (con la villa de Ayllón, su capital) el derecho de alcabalas (quinientos reales de vellón). Su término se extiende de oriente a poniente media legua y de norte a sur lo mismo, y de circunferencia dos leguas. Confronta a oriente con Rebollosa de Pedro, a poniente con Las Cuevas, al norte con 'Lizeras' y al sur con Santibáñez. La medida de tierra que se usa es la obrada o fanega, compuesta de doce celemines y de 250 varas cuadradas. La fanega de trigo vale a doce reales, la de cebada a seis, la de centeno a ocho, la de avena a cuatro y la carga de hierba a tres. Existen 52 colmenas, 48 de ellas de Bernardo Martín, dos a Martín Redondo y las restantes a Rafael Muñoz. El vecindario lo conforman 25 vecinos, sin que ninguno habite en alquería o casa de campo. Existen 32 casas. Son propiedades del común una casa para las Juntas del Consejo y una fragua. Como profesionales, se hallan un fiel de fechos, que gana 33 reales, un sacristán 250 reales y un maestro de niños 60 reales. Hay 24 labradores y tres pastores.
En el Censo de 1789, ordenado por el conde de Floridablanca,  figuraba como lugar del partido de Ayllón en la intendencia de Segovia, con jurisdicción de señorío y bajo la autoridad del alcalde pedáneo, nombrado por el marqués de Villena. Contaba entonces con 178 habitantes.

### Edad Contemporánea
Algunos años más tarde, tras la reforma de Javier de Burgos (1833-34), y según consta en la Crónica General de España (1861) de Antonio Pérez Rioja, la población pasa a pertenecer a la recién creada provincia de Soria, en el partido judicial del Burgo de Osma, con una población de 231 habitantes.
A la caída del Antiguo Régimen la localidad se constituyó en municipio constitucional en la región de Castilla la Vieja que en el censo de 1842 contaba con 43 hogares y 172 vecinos. Hacia mediados del siglo XIX, el lugar, por entonces con ayuntamiento propio, tenía contabilizadas 50 casas. Aparece descrito en el decimosegundo volumen del Diccionario geográfico-estadístico-histórico de España y sus posesiones de Ultramar de Pascual Madoz de la siguiente manera:

NOVIALES: l. con ayunt. en la prov. de Soria (15 leg.), part. jud. del Burgo (6), aud. terr. y c. g. de Búrgos (24), dióc. de Sigüenza (10): sit. en una hondonada á las inmediaciones de la sierra Pela, con buena ventilacion y clima sano: tiene 50 casas, la consistorial, escuela de instruccion primaria á cargo de un maestro, sacristan y secretario de ayunt,, dotado con 20 fan. de trigo; 1 igl. parr. (San Pedro) servida por 1 cura y 1 sacristan; el cementerio se halla en posicion que no ofende á la salubridad, contiguo á 1 ermita (Ntra. Sra. de los Arroyos); fuera de la pobl. se encuentra 1 fuente de buenas aguas, y al rededor de ella hay varios árboles: térm. confina con los de Rebollosa, Grado, Cuevas y Montejo: el terreno participa de montuoso y llano, es de mediana calidad, y solo hay de regadío algunas huertas; comprende 1 deh. poblada de encina; atraviesa el térm. el r. Pedro que pasa muy cercano al pueblo: caminos los locales; correo: se recibe y despacha en Ayllon: prod.: cereales, legumbres, leñas de combustible y pastos, con los oue se mantiene ganado lanar y vacuno: ind.: la agrícola y dos telares de paños ordinarios: comercio: esportacion del sobrante de frutos é importacion de los artículos que faltan: pobl.: 43 vec., 172 alm. cap. imp.: 29,840 rs. 30 mrs.
(Madoz, 1849, pp. 186-187)

A finales del siglo XX este municipio desaparece porque se integra en el municipio de Montejo de Tiermes, contaba entonces con 39 hogares y 146 habitantes.

## Demografía
En el año 1981 contaba con 30 habitantes, concentrados en el núcleo principal, pasando a 10 en  2019, 5 varones y 5 mujeres.
| Gráfica de evolución demográfica de Noviales entre 1528 y 1752 |
| |
| Número de pecheros/vecinos, sin contar la familia. Censo de Pecheros Carlos I (1528) Censo de Castilla (1591), de la Sal (1631) y del marqués de la Ensenada (1752) |

| Gráfica de evolución demográfica de Noviales entre 1842 y 1960 |
| |
| Población de derecho según los censos de población del INE Población de hecho según los censos de población del INEEntre el censo de 1970 y el anterior, este municipio desaparece porque se integra en el municipio 42120 (Montejo de Tiermes) |

| Gráfica de evolución demográfica de Noviales entre 2000 y 2019                                   |
|                                                                                                  |
| Población de derecho (2000-2011) según los censos de población del INE a 1 de enero de cada año. |

## Patrimonio
- Iglesia parroquial católica románica de San Pedro, con ábside romano.
- Museo etnológico: Fragua y Majada del Toro.
- Inscripciones visigodas en piedras, en algunas fachadas de las casas.